# Віра (фільм)
Віра — український фільм режисера Тамари Карпінської.

## Про фільм
Єдине, в чому можна бути впевненим, це те, що всі ми помремо, кожен у свій час. Віра не замислюється над цим, вона просто живе, прагне кохання, та втрачає його. Усвідомити та переоцінити свої страждання їй несподівано допомагає чужа смерть.